# Vrije Bond
De Vrije Bond is een anarchistische organisatie en federatie van anarchistische groepen die in 1990 is ontstaan en vooral in Nederland en België opereert. De Vrije Bond streeft naar de opheffing van het kapitalisme en de staat.

## Geschiedenis
De Vrije Bond is ontstaan uit de Bedrijfsorganisatie Collectieve Sector (BCS) en de Onafhankelijk Verbond van Bedrijfsorganisaties (OVB) in de jaren 80. Bij de oprichting was de Vrije Bond een syndicalistische vakbond met anarchistische inslag, maar heeft zich recentelijk minder syndicalistisch opgesteld.

## Ideologie en doelstellingen
De Vrije Bond streeft naar eigen zeggen "naar een anarchistische samenleving waarin een mens zelf kan bepalen hoe het leven in te richten."
De Vrije Bond profileerde zich bij zijn oprichting als "basisorganisatie voor zelfbeheer en syndicalisme" maar heeft zich recentelijk minder syndicalistisch opgesteld en profileert zich nu als "anarchistische zelforganisatie."
De Vrije Bond stelt voor de volgende principes te strijden: "de gelijkwaardigheid van alle mensen; de autonomie van het individu; zelfbestuur en zelfbeheer, vrije vereniging en federalisme; een goed milieu en een vitale natuur; de afschaffing van alle vormen van gezag: bijvoorbeeld op economisch, politiek, sociaal, religieus, cultureel of seksueel gebied; de opbouw van een vrije samenleving zonder klassen, staten, of grenzen, gebaseerd op anarchistische werkwijzen en wederzijdse hulp." Daarnaast baseert de Vrije Bond zich op het internationalisme en onderhoudt derhalve relaties met wereldwijde anarchistische groepen en federaties.

## Structuur
De Vrije Bond bestaat uit individuele leden en aangesloten groepen. Groepen die deel uitmaken van de Vrije Bond zijn onder andere die uit Amsterdam, Utrecht, Nijmegen, Leuven, Antwerpen, Brugge en Gent. De Vrije Bond en hierbij aangesloten groepen hebben enkele honderden leden en besturen zichzelf door gebruik te maken van participatiedemocratie.

## Acties
De Vrije Bond zet zich in door directe actie te gebruiken in solidariteit met arbeiders. De Vrije Bond probeert onder meer arbeiders, illegale migranten, en gastarbeiders te organiseren. Daarnaast organiseert de Vrije Bond en groepen die deel uitmaken van de Vrije Bond workshops, bibliotheken en picket lines. Ook geeft de Vrije Bond Buiten de Orde uit en hanteert het een solidariteitskas.
De Vrije Bond organiseert en participeert geregeld in demonstraties op 1 mei, de Dag van de Arbeid. Deze demonstraties trekken doorgaans een paar honderd mensen.
In september 2011 organiseerde onder andere de Vrije Bond een demonstratie tegen het kabinetsbeleid die 1500 mensen trok.
Op 31 maart in 2012 participeerde de Vrije Bond in de "Europese actiedag tegen het kapitalisme" met een demonstratie in Utrecht die een paar honderd mensen op de been bracht.
Tijdens de Tweede Kamerverkiezingen 2012 werd er vanuit de Vrije Bond een 'antiverkiezingscampagne' geïnitieerd.
De Vrije Bond participeert ook in de jaarlijkse Pinksterlanddagen.